# آي فليكس
آي فليكس (بالإنجليزية: Iflix)‏ هي خدمة اشتراك فيديو حسب الطلب (VOD) تُركِّز على الأسواق الناشئة، ويقع مقرها العالمي في كوالالمبور، ماليزيا. يعمل الموقع كمنصة استضافة وتوزيع رقمية للعروض التلفزيونية والأفلام الغربية والآسيوية والشرق أوسطية التي تم الحصول عليها من خلال شراكات مع أكثر من 150 استوديو وُموزِّع محتوى عالمياً.
يتوفر آي فليكس حاليًا في أربع دول عبر آسيا بما في ذلك ماليزيا وإندونيسيا والفلبين وفيتنام. اعتباراً من أبريل 2020، أصبح لدى آي فليكس أكثر من 25 مليون مستخدم نشط في خدمتها، مع أكثر من 2.5 مليار دقيقة مشاهدة في الشهر.

## وصلات خارجية
- الموقع الرسمي